# Scontro di Siena
Lo scontro di Siena fu un combattimento verificatosi il 14 gennaio 1801, nell'ambito della guerra della seconda coalizione, tra le truppe franco-italiane dei generali Domenico Pino e Sesto Miollis contro le truppe dei Viva Maria aretini (Armata Aretina) del generale barone Francesco Spannocchi, alleate con le truppe sanfediste del generale Ruggero Damas del Regno di Napoli.